# Ladislav Fuks
Ladislav Fuks, född 24 september 1923 i Prag, död  där 19 augusti 1994, var en tjeckisk författare.
Fuks studerade konsthistoria vid Prags universitet och verkade ett antal år som konsthistoriker. 1963 gav han ut sin första roman Pan Theodor Mundstock.